# Danh sách bàn thắng quốc tế của Phil Younghusband

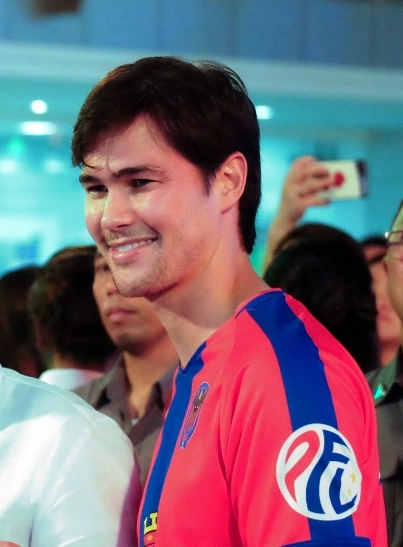
Phil Younghusband đã ghi 52 bàn sau 108 lần ra sân cho đội tuyển Philippines.

Phil Younghusband là một cựu cầu thủ bóng đá chuyên nghiệp người Philippines, thi đấu cho đội tuyển bóng đá quốc gia Philippines ở vị trí tiền đạo từ năm 2006 đến năm 2019. Anh đã ghi 52 bàn cho đội tuyển Philippines, giúp anh trở thành cầu thủ ghi nhiều bàn thắng nhất mọi thời đại của đội tuyển Philippines. Anh cũng đã thi đấu tổng cộng 108 trận đấu quốc tế cho đội tuyển Philippines, trở thành cầu thủ ra sân nhiều nhất của đội tuyển Philippines. Sự nghiệp thi đấu của Younghusband trùng với sự hồi sinh của đội tuyển Philippines. Vào tháng 11 năm 2019, Younghusband tuyên bố giải nghệ ở tuổi 32, một phần do anh phải ngồi dự bị tại Asian Cup 2019.
Younghusband lần đầu tiên được triệu tập vào đội tuyển bóng đá U-23 quốc gia Philippines vào năm 2005 sau khi một game thủ phát hiện ra tài năng của anh ở Philippines khi chơi Football Manager và thông báo cho Liên đoàn bóng đá Philippines. Một năm sau, Younghusband được triệu tập lên đội tuyển quốc gia Philippines. Trong lần ra sân thứ hai cho đội tuyển Philippines, anh đã ghi bốn bàn thắng quốc tế đầu tiên vào lưới Đông Timor tại vòng loại AFF Cup 2007. Anh ghi bàn thắng thứ 12 cho Philippines trong chiến thắng 2–0 trước Việt Nam, trận đấu được mệnh danh là "Điều kỳ diệu ở Hà Nội" - bàn thắng của Younghusband đã mang về chiến thắng bất ngờ cho Philippines (vốn bị đánh giá thấp hơn nhiều so với Việt Nam) và mở đầu cho thời kỳ phục hưng bóng đá ở Philippines. Anh ghi bàn thắng thứ 50 cho Philippines từ quả phạt đền trong chiến thắng 2–1 trước Tajikistan tại vòng loại Asian Cup 2019. Bàn thắng này giúp Philippines vượt qua vòng loại để giành quyền tham dự Asian Cup 2019, giải đấu cấp cao nhất trong lịch sử của đội tuyển Philippines.
Trong số 52 bàn thắng quốc tế của Younghusband, 15 bàn được ghi tại các kỳ AFC Challenge Cup và vòng loại AFC Challenge Cup, 14 bàn tại các kỳ AFF Cup và vòng loại AFF Cup, 5 bàn ở vòng loại Asian Cup, 2 bàn ở vòng loại World Cup, và 16 bàn còn lại được ghi trong các trận đấu giao hữu - bao gồm các trận đấu trong các giải bóng đá giao hữu quốc tế như Cúp Long Đằng và Cúp Hòa bình Philippines. Đối thủ phải nhận nhiều bàn thua nhất từ anh là Đông Timor với sáu bàn. 50 bàn thắng quốc tế của Younghusband được ghi vào lưới các đội tuyển quốc gia thuộc Liên đoàn bóng đá châu Á, hai bàn còn lại là vào lưới các đội tuyển quốc gia thuộc Liên đoàn bóng đá châu Đại Dương. Younghusband đã lập hai cú hat-trick trong sự nghiệp thi đấu quốc tế của mình và trong cả hai lần đó, anh đều ghi bốn bàn thắng.

## Bàn thắng quốc tế
Trong mục Bàn thắng và Kết quả, số bàn thắng của Philippines đứng trước.
| ‡ | Bàn thắng được ghi nhờ phạt đền |

| Số | Trận | Ngày                 | Địa điểm                                                             | Đối thủ          | Bàn thắng | Kết quả      | Giải đấu                                | Tham khảo     |
| -- | ---- | -------------------- | -------------------------------------------------------------------- | ---------------- | --------- | ------------ | --------------------------------------- | ------------- |
| 1  | 2    | 14 tháng 11 năm 2006 | Sân vận động Panaad, Bacolod, Philippines                            | Đông Timor       | 1–0       | 7–0          | Vòng loại AFF Cup 2007                  | [ 13 ] [ 14 ] |
| 2  | 2    | 14 tháng 11 năm 2006 | Sân vận động Panaad, Bacolod, Philippines                            | Đông Timor       | 2–0‡      | 7–0          | Vòng loại AFF Cup 2007                  | [ 13 ] [ 14 ] |
| 3  | 2    | 14 tháng 11 năm 2006 | Sân vận động Panaad, Bacolod, Philippines                            | Đông Timor       | 4–0       | 7–0          | Vòng loại AFF Cup 2007                  | [ 13 ] [ 14 ] |
| 4  | 2    | 14 tháng 11 năm 2006 | Sân vận động Panaad, Bacolod, Philippines                            | Đông Timor       | 6–0       | 7–0          | Vòng loại AFF Cup 2007                  | [ 13 ] [ 14 ] |
| 5  | 4    | 20 tháng 11 năm 2006 | Sân vận động Panaad, Bacolod, Philippines                            | Brunei           | 2–0       | 4–1          | Vòng loại AFF Cup 2007                  | [ 15 ]        |
| 6  | 4    | 20 tháng 11 năm 2006 | Sân vận động Panaad, Bacolod, Philippines                            | Brunei           | 4–1       | 4–1          | Vòng loại AFF Cup 2007                  | [ 15 ]        |
| 7  | 7    | 17 tháng 5 năm 2008  | Barotac Nuevo Plaza Field, Barotac Nuevo, Philippines                | Bhutan           | 2–0       | 3–0          | Vòng loại AFC Challenge Cup 2008        | [ 16 ]        |
| 8  | 8    | 9 tháng 10 năm 2010  | Sân vận động Quốc gia, Cao Hùng, Đài Loan                            | Hồng Kông        | 1–2‡      | 2–4          | Cúp Long Đằng 2010                      | [ 17 ]        |
| 9  | 8    | 9 tháng 10 năm 2010  | Sân vận động Quốc gia, Cao Hùng, Đài Loan                            | Hồng Kông        | 2–2       | 2–4          | Cúp Long Đằng 2010                      | [ 17 ]        |
| 10 | 10   | 22 tháng 10 năm 2010 | Sân vận động Quốc gia Lào mới, Viêng Chăn, Lào                       | Đông Timor       | 2–0‡      | 5–0          | Vòng loại AFF Cup 2010                  | [ 18 ]        |
| 11 | 11   | 24 tháng 10 năm 2010 | Sân vận động Quốc gia Lào mới, Viêng Chăn, Lào                       | Lào              | 1–2‡      | 2–2          | Vòng loại AFF Cup 2010                  | [ 19 ]        |
| 12 | 14   | 5 tháng 12 năm 2010  | Sân vận động Quốc gia Mỹ Đình, Hà Nội, Việt Nam                      | Việt Nam         | 2–0       | 2–0          | AFF Cup 2010                            | [ 20 ]        |
| 13 | 18   | 9 tháng 2 năm 2011   | Sân vận động Panaad, Bacolod, Philippines                            | Mông Cổ          | 2–0       | 2–0          | Vòng loại AFC Challenge Cup 2012        | [ 21 ]        |
| 14 | 21   | 3 tháng 7 năm 2011   | Sân vận động tưởng niệm Rizal, Manila, Philippines                   | Sri Lanka        | 2–0       | 4–0          | Vòng loại World Cup 2014                | [ 22 ]        |
| 15 | 21   | 3 tháng 7 năm 2011   | Sân vận động tưởng niệm Rizal, Manila, Philippines                   | Sri Lanka        | 4–0‡      | 4–0          | Vòng loại World Cup 2014                | [ 22 ]        |
| 16 | 24   | 30 tháng 9 năm 2011  | Sân vận động Quốc gia, Cao Hùng, Đài Loan                            | Hồng Kông        | 1–2‡      | 3–3          | Cúp Long Đằng 2011                      | [ 23 ]        |
| 17 | 28   | 11 tháng 10 năm 2011 | Sân vận động tưởng niệm Rizal, Manila, Philippines                   | Nepal            | 1–0       | 4–0          | Giao hữu                                | [ 24 ]        |
| 18 | 28   | 11 tháng 10 năm 2011 | Sân vận động tưởng niệm Rizal, Manila, Philippines                   | Nepal            | 3–0       | 4–0          | Giao hữu                                | [ 24 ]        |
| 19 | 31   | 11 tháng 3 năm 2012  | Dasharath Rangasala, Kathmandu, Nepal                                | Ấn Độ            | 1–0       | 2–0          | AFC Challenge Cup 2012                  | [ 25 ]        |
| 20 | 31   | 11 tháng 3 năm 2012  | Dasharath Rangasala, Kathmandu, Nepal                                | Ấn Độ            | 2–0       | 2–0          | AFC Challenge Cup 2012                  | [ 25 ]        |
| 21 | 32   | 13 tháng 3 năm 2012  | Sân vận động Halchowk, Kathmandu, Nepal                              | Tajikistan       | 1–1       | 2–1          | AFC Challenge Cup 2012                  | [ 26 ]        |
| 22 | 33   | 16 tháng 3 năm 2012  | Dasharath Rangasala, Kathmandu, Nepal                                | Turkmenistan     | 1–0       | 1–2          | AFC Challenge Cup 2012                  | [ 27 ]        |
| 23 | 34   | 19 tháng 3 năm 2012  | Dasharath Rangasala, Kathmandu, Nepal                                | Palestine        | 1–0       | 4–3          | AFC Challenge Cup 2012                  | [ 28 ]        |
| 24 | 34   | 19 tháng 3 năm 2012  | Dasharath Rangasala, Kathmandu, Nepal                                | Palestine        | 2–1‡      | 4–3          | AFC Challenge Cup 2012                  | [ 28 ]        |
| 25 | 35   | 5 tháng 6 năm 2012   | Sân vận động tưởng niệm Rizal, Manila, Philippines                   | Indonesia        | 2–2       | 2–2          | Giao hữu                                | [ 29 ]        |
| 26 | 38   | 7 tháng 9 năm 2012   | Sân vận động Tây Jurong, Tây Jurong, Singapore                       | Singapore        | 2–0       | 2–0          | Giao hữu                                | [ 30 ]        |
| 27 | 39   | 16 tháng 10 năm 2012 | Sân vận động Câu lạc bộ Thể thao Al Kuwait, Thành phố Kuwait, Kuwait | Kuwait           | 1–1‡      | 1–2          | Giao hữu                                | [ 31 ]        |
| 28 | 43   | 30 tháng 11 năm 2012 | Sân vận động Supachalasai, Băng Cốc, Thái Lan                        | Myanmar          | 1–0       | 2–0          | AFF Cup 2012                            | [ 32 ]        |
| 29 | 47   | 24 tháng 3 năm 2013  | Sân vận động tưởng niệm Rizal, Manila, Philippines                   | Campuchia        | 1–0       | 8–0          | Vòng loại AFC Challenge Cup 2014        | [ 33 ]        |
| 30 | 47   | 24 tháng 3 năm 2013  | Sân vận động tưởng niệm Rizal, Manila, Philippines                   | Campuchia        | 2–0       | 8–0          | Vòng loại AFC Challenge Cup 2014        | [ 33 ]        |
| 31 | 47   | 24 tháng 3 năm 2013  | Sân vận động tưởng niệm Rizal, Manila, Philippines                   | Campuchia        | 3–0       | 8–0          | Vòng loại AFC Challenge Cup 2014        | [ 33 ]        |
| 32 | 47   | 24 tháng 3 năm 2013  | Sân vận động tưởng niệm Rizal, Manila, Philippines                   | Campuchia        | 7–0       | 8–0          | Vòng loại AFC Challenge Cup 2014        | [ 33 ]        |
| 33 | 48   | 26 tháng 3 năm 2013  | Sân vận động tưởng niệm Rizal, Manila, Philippines                   | Turkmenistan     | 1–0       | 1–0          | Vòng loại AFC Challenge Cup 2014        | [ 34 ]        |
| 34 | 53   | 15 tháng 11 năm 2013 | Sân vận động Kanchenjunga, Siliguri, Ấn Độ                           | Ấn Độ            | 1–1       | 1–1          | Giao hữu                                | [ 35 ]        |
| 35 | 58   | 24 tháng 5 năm 2014  | Sân vận động bóng đá quốc gia, Malé, Maldives                        | Turkmenistan     | 1–0       | 2–0          | AFC Challenge Cup 2014                  | [ 36 ]        |
| 36 | 59   | 27 tháng 5 năm 2014  | Sân vận động bóng đá quốc gia, Malé, Maldives                        | Maldives         | 1–0       | 3–2 (s.h.p.) | AFC Challenge Cup 2014                  | [ 37 ]        |
| 37 | 62   | 6 tháng 9 năm 2014   | Sân vận động tưởng niệm Rizal, Manila, Philippines                   | Myanmar          | 2–1‡      | 2–3 (s.h.p.) | Cúp Hòa bình Philippines 2014           | [ 38 ]        |
| 38 | 63   | 12 tháng 10 năm 2014 | Sân vận động tưởng niệm Rizal, Manila, Philippines                   | Papua New Guinea | 4–0       | 5–0          | Giao hữu                                | [ 39 ]        |
| 39 | 64   | 31 tháng 10 năm 2014 | Sân vận động Grand Hamad, Doha, Qatar                                | Nepal            | 2–0‡      | 3–0          | Giao hữu                                | [ 40 ]        |
| 40 | 66   | 14 tháng 11 năm 2014 | Sân vận động tưởng niệm Rizal, Manila, Philippines                   | Campuchia        | 3–0       | 3–0          | Giao hữu                                | [ 41 ]        |
| 41 | 67   | 22 tháng 11 năm 2014 | Sân vận động Quốc gia Mỹ Đình, Hà Nội, Việt Nam                      | Lào              | 2–1       | 4–1          | AFF Cup 2014                            | [ 42 ]        |
| 42 | 68   | 25 tháng 11 năm 2014 | Sân vận động Quốc gia Mỹ Đình, Hà Nội, Việt Nam                      | Indonesia        | 1–0‡      | 4–0          | AFF Cup 2014                            | [ 43 ]        |
| 43 | 84   | 22 tháng 11 năm 2016 | Sân vận động Thể thao Philippines, Bocaue, Philippines               | Indonesia        | 2–2       | 2–2          | AFF Cup 2016                            | [ 44 ]        |
| 44 | 87   | 28 tháng 3 năm 2017  | Sân vận động tưởng niệm Rizal, Manila, Philippines                   | Nepal            | 1–0‡      | 4–1          | Vòng loại Asian Cup 2019                | [ 45 ]        |
| 45 | 87   | 28 tháng 3 năm 2017  | Sân vận động tưởng niệm Rizal, Manila, Philippines                   | Nepal            | 2–0       | 4–1          | Vòng loại Asian Cup 2019                | [ 45 ]        |
| 46 | 89   | 13 tháng 6 năm 2017  | Sân vận động Pamir, Dushanbe, Tajikistan                             | Tajikistan       | 1–0       | 4–3          | Vòng loại Asian Cup 2019                | [ 46 ]        |
| 47 | 90   | 5 tháng 9 năm 2017   | Sân vận động Panaad, Bacolod, Philippines                            | Yemen            | 1–1       | 2–2          | Vòng loại Asian Cup 2019                | [ 47 ]        |
| 48 | 93   | 1 tháng 12 năm 2017  | Sân vận động Thành phố Đài Bắc, Đài Bắc, Đài Loan                    | Lào              | 1–0       | 3–1          | Giải bóng đá giao hữu quốc tế CTFA 2017 | [ 48 ]        |
| 49 | 96   | 22 tháng 3 năm 2018  | Sân vận động tưởng niệm Rizal, Manila, Philippines                   | Fiji             | 1–0‡      | 3–2          | Giao hữu                                | [ 49 ]        |
| 50 | 97   | 27 tháng 3 năm 2018  | Sân vận động tưởng niệm Rizal, Manila, Philippines                   | Tajikistan       | 2–1‡      | 2–1          | Vòng loại Asian Cup 2019                | [ 11 ]        |
| 51 | 98   | 6 tháng 9 năm 2018   | Sân vận động Quốc gia Bahrain, Riffa, Bahrain                        | Bahrain          | 1–0‡      | 1–1          | Giao hữu                                | [ 50 ]        |
| 52 | 101  | 17 tháng 11 năm 2018 | Sân vận động Kuala Lumpur, Kuala Lumpur, Malaysia                    | Đông Timor       | 1–0       | 3–2          | AFF Cup 2018                            | [ 51 ]        |

## Số liệu thống kê
| Năm       | Số trận | Bàn thắng |
| --------- | ------- | --------- |
| 2006      | 4       | 6         |
| 2007      | 0       | 0         |
| 2008      | 3       | 1         |
| 2009      | 0       | 0         |
| 2010      | 10      | 5         |
| 2011      | 11      | 6         |
| 2012      | 17      | 10        |
| 2013      | 8       | 6         |
| 2014      | 18      | 8         |
| 2015      | 7       | 0         |
| 2016      | 7       | 1         |
| 2017      | 10      | 5         |
| 2018      | 10      | 4         |
| 2019      | 3       | 0         |
| Tổng cộng | 108     | 52        |

| Giải đấu                                                | Số trận | Bàn thắng |
| ------------------------------------------------------- | ------- | --------- |
| Giao hữu (tính cả các trận ở các giải giao hữu quốc tế) | 43      | 16        |
| Asian Cup                                               | 3       | 0         |
| Vòng loại World Cup/Asian Cup                           | 15      | 7         |
| AFF Cup                                                 | 24      | 6         |
| Vòng loại AFF Cup                                       | 7       | 8         |
| AFC Challenge Cup                                       | 9       | 8         |
| Vòng loại AFC Challenge Cup                             | 7       | 7         |
| Tổng cộng                                               | 108     | 52        |

| Đối thủ           | Số trận | Bàn thắng |
| ----------------- | ------- | --------- |
| Đông Timor        | 4       | 6         |
| Campuchia         | 5       | 5         |
| Nepal             | 5       | 5         |
| Ấn Độ             | 2       | 3         |
| Hồng Kông         | 3       | 3         |
| Turkmenistan      | 3       | 3         |
| Tajikistan        | 4       | 3         |
| Lào               | 5       | 3         |
| Indonesia         | 7       | 3         |
| Brunei            | 2       | 2         |
| Palestine         | 2       | 2         |
| Sri Lanka         | 2       | 2         |
| Myanmar           | 4       | 2         |
| Bhutan            | 1       | 1         |
| Fiji              | 1       | 1         |
| Papua New Guinea  | 1       | 1         |
| Maldives          | 2       | 1         |
| Mông Cổ           | 2       | 1         |
| Kuwait            | 3       | 1         |
| Yemen             | 3       | 1         |
| Bahrain           | 5       | 1         |
| Việt Nam          | 5       | 1         |
| Singapore         | 8       | 1         |
| Azerbaijan        | 1       | 0         |
| Guam              | 1       | 0         |
| Ma Cao            | 1       | 0         |
| Oman              | 1       | 0         |
| Pakistan          | 1       | 0         |
| Hàn Quốc          | 1       | 0         |
| UAE               | 1       | 0         |
| Uzbekistan        | 1       | 0         |
| Trung Quốc        | 2       | 0         |
| Kyrgyzstan        | 3       | 0         |
| Malaysia          | 3       | 0         |
| CHDCND Triều Tiên | 3       | 0         |
| Đài Bắc Trung Hoa | 4       | 0         |
| Thái Lan          | 6       | 0         |
| Tổng cộng         | 108     | 52        |